# Wilhelm Heinsohn

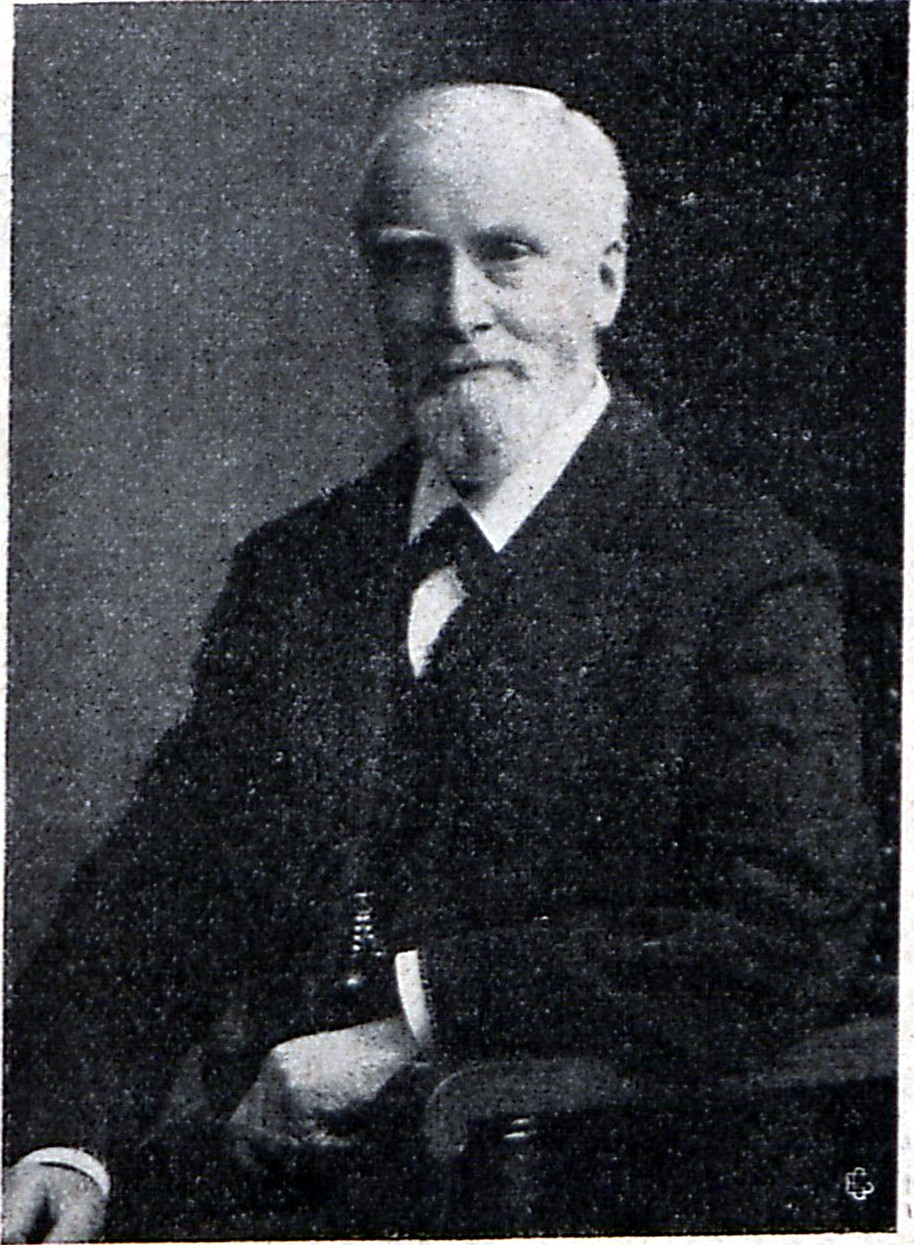
Wilhelm Heinsohn

Wilhelm Anton Bernhard Heinsohn (* 22. März 1843 in Lübeck; † 6. September 1915 ebenda) war ein Handwerksmeister und gehörte über 33 Jahre der Lübecker Bürgerschaft an.

## Leben

### Herkunft
Wilhelm wurde als Sohn des Beckenschlägermeisters Carl Heinsohn geboren.

### Laufbahn
Heinsohn besuchte die Dom-Knabenschule und erlernte danach in siebenjähriger Reifezeit das Malerhandwerk. Während seiner Wanderjahre war er in Deutschland und Österreich tätig.
Wieder daheim in Lübeck ließ er sich 1870 nieder. Im Gewerkverein, Gewerbegesellschaft, Malerinnung, im Sektionsverband  der Hamburger Baugewerksberufsgenossenschaft wirkte er an hervorragender Stelle und verschaffte sich durch sein sachliches Auftreten ein hohes Ansehen.
In seiner Innung wurde Heinsohn schließlich für viele Jahre deren Obermeister.
Der Gewerkeverein zeichnete Heinsohn für sein Wirken mit der Verleihung der Ehrenmitgliedschaft aus.

### Öffentliches Leben
Der Malermeister Heinsohn war eine Person des Öffentlichen Lebens und sah seine Lebensaufgabe in der Vertretung des Gewerbes vor gesetzgebenden und gemeinnützigen Körperschaften. Als Vertreter des Handwerks wurde er mehrfach in die Präsidien der genannten Körperschaften berufen.
Auf der Quartierversammlung am 15. Juni 1879 wurden Emil Ad. Wilh. Rothe, Christ. Plitt, Emil Wolpmann, Friedrich Ewers, Heinr. Ferd. Rud. Schweighoffer, Friedrich Bluhme, Pet. Heinr. Erd. Steinhagen und er als Kandidaten des IV. Wahlbezirks (Johannis Quartier und Vorstadt St. Jürgen) für die bevorstehende Bürgerschaftswahl aufgestellt. Bei den Bürgerschaftswahlen am 18. Juni hatten von 1378 Wahlberechtigten 307 (27 %) gewählt und alle acht Vertreter erwählt. Heinsohn erhielt 250 Stimmen. Im selben Jahr wurde er als ordentliches Mitglied in die Gesellschaft zur Beförderung gemeinnütziger Tätigkeit aufgenommen und auf deren Versammlung am 14. Februar 1882 zu den Vorstehern der Naturaliensammlung hinzu gewählt.
Am 20. April 1881 wurden für den IV. Wahlbezirk Wahlkommissionen für die Ergänzungswahlen der Bürgerschaft bestimmt. Als Stellvertreter für den Beisitzer des Bezirks, Friedr. Aug. Bernstein, erwählte man Heinsohn.
In der Versammlung des Bürgerausschusses vom 27. April 1890 wurde der Antrag auf Verbesserung des Feuerlöschwesens und Übernahme der Straßenreinigung seitens des Polizeiamtes an die aus Johannes Daniel Benda, Wilhelm Gädecke, Otto Gusmann, Johannes Nicolaus Heinrich Rahtgens und ihn bestehende Kommission verwiesen. Des Weiteren verwies man auf der am 22. Dezember 1890 den Antrag auf Bewilligung von 13500 Mark zum Abbruch des ehemals Lerchen’schen Hauses und Herstellung der Südfassade des Rathauses mit dem im Bürgerausschuss hinzugefügten Antrag auf die gleichzeitige Renovierung der Westfassade an eine aus Conrad Heidenreich, Heinrich Josef Georg August und ihn bestehende Kommission.
Auf der Quartierversammlung der Mitglieder des Vaterstädtischen Vereins vom IV. Wahlbezirks am 26. Mai 1891 wurden unter der Leitung von Heinrich Radbruch die Kandidaten für die Bürgerschaftswahl aufgestellt. Unter den neun Vertretern des Gewerbestandes befand sich auch Heinsohn. Alle vom Vaterstädtischen Verein aufgestellten Kandidaten wurden gewählt.
Am 19. April 1893 wurde auf der Quartiersversammlung des IV. Wahlbezirks für die Bürgerschaftswahl als dortiger Vorsitzender Ewers und als sein Stellvertreter Heinsohn gewählt. Der Antrag auf Neuordnung der Baupolizei wurde am 27. Dezember 1893 an eine aus Conrad Heidenreich, Theodor Schorer, Georg Friedr. Heinr. Sommer, Hermann Meeths und Heinsohn sowie Friedr. Wilh. Schacht und Ernst Christian Johannes Schön als Ersatzmänner bestehende Kommission verwiesen. Am 15. Juli 1895 wurde er mit 80 Stimmen abermals in den Bürgerausschuss gewählt.
Zur Bürgerschaftswahl im IV. Wahlbezirk am 24. Juni 1897 gingen von 1242 Wahlberechtigten 866 (70 %) wählen. Mit 479 Stimmen wurde Heinsohn erwählt. Auf der Quartiersversammlung des Vaterstädtischen Vereins für das Johannis Quartier und die Vorstadt St. Jürgen am 5. Juni 1903 stellte man wieder Heinsohn als Kandidat für die Bürgerschaftswahl auf und er ist wieder gewählt worden.
Heinsohn wurde 1898 wieder zum Mitglied des Bürgerausschusses gewählt.
Der Bürgerausschuss wählte Heinsohn 1906 zu seinem zweiten stellvertretenden Wortführer.
Die Lübecker Bürgerschaft erwählte Heinsohn 1909 für zwei Jahre zu ihren zweiten stellvertretenden Wortführer. Nach einer zweijährigen Pause erwählte sie ihn zu ihrem stellvertretenden Wortführer.

### Bürgerlicher Deputierter
Vom Senat wurde Heinsohn am 14. Dezember 1889 an Stelle des abtretenden J. G. C. Busekist zum bürgerlichen Deputierten bei der Central-Armen-Deputation.
An Stelle von Joh. Carl Heinr. Abels wählte am 14. Januar 1899 der Senat Heinsohn als bürgerlichen Deputierten bei der Steuerbehörde. Des Weiteren erwählte er ihn am 17. Juni 1899 an Stelle des ausscheidenden Radbruchs zum bürgerlichen Deputierten bei der Einquartierungsbehörde der Stadt im Johannis-Quartier und bestätigte ihn 1905 in diesem Amt.
An Stelle des verstorbenen Johannes Boye wählte der Senat  Heinsohn in die Vorsteherschaft der v. Brömbsen-Testamente.
Später war Heinsohn auch bürgerlicher Deputierter in der Oberschulbehörde und in der des Siechenhauses gewesen. 
Krankheitsbedingt zog sich Heinsohn 1914 aus dem öffentlichen Leben der Hansestadt zurück.

### Gewerbekammer
Zum 1. Januar 1881 wurde Heinsohn als Beisitzer in das Gewerbegericht gewählt.
In deren Vorstand wurde Heinsohn am 29. Februar 1882 und am 6. März 1882 in deren Exkursions-Commission gewählt.
Der Kammerausschuss schlug Heinsohn am 8. Februar 1894 für die Wahl in den Vorstand der Gewerbegesellschaft vor. Im August ist er dann mit 64 von 66 möglichen Stimmen hineingewählt worden.
Auf der am 4. Februar 1901 abgehaltenen Hauptversammlung der Lübecker Gewerbebank wurde für das Jahr 1900 eine Dividende von 5 % beschlossen. In den Aufsichtsrat wurden die verfassungsgemäß ausscheidenden Friedr. Carl Sauermann, Heinsohn, Joh. Ad. Corn. Busson, Ludw. Thom. Heinr. Heyck und August Brauer wiedergewählt.

### Familie
Heinsohn hatte sich mit Therese verheiratet und war Vater des späteren Lübeckischen Senators Carl Heinsohn. Außer diesem hatte er noch je zwei Söhne und Töchter. Er wohnte in der Johannisstraße Nr. 72.